# Eclipse (catamaran)
Pour les articles homonymes, voir Éclipse (homonymie).
L’Eclipse est une classe de catamaran conçue pour la navigation hauturière et la croisière par Alain Berthet, et construit par la société AB Marine à partir de 2009 et jusqu'à 2012. Il existe en dimensions de 47, 55 et 60 pieds. Il semble que la série ait vu la construction d'au moins cinq exemplaires[réf. nécessaire].
Certains modèles ont déjà fait des apparitions en compétitions, comme à la MultiMed.